# Khasia
Khasia là một chi bọ cánh cứng trong họ Chrysomelidae.
Chi này được miêu tả khoa học năm 1899 bởi Jacoby.

## Các loài
Các loài trong chi này gồm:
- Khasia itorum Kimoto, 1984
- Khasia kraatzi Jacoby, 1899
- Khasia nigra Bryant, 1925
- Khasia nitida Bryant, 1957
- Khasia paradoxa (Laboissiere, 1932)
- Khasia rugosa Bryant, 1957